# Municipio de Jefferson (condado de Lee)
El municipio de Jefferson (en inglés: Jefferson Township) es un municipio ubicado en el condado de Lee en el estado estadounidense de Iowa. En el año 2010 tenía una población de 1293 habitantes y una densidad poblacional de 14,36 personas por km².

## Geografía
El municipio de Jefferson se encuentra ubicado en las coordenadas 40°35′42″N 91°25′59″O / 40.59500, -91.43306. Según la Oficina del Censo de los Estados Unidos, el municipio tiene una superficie total de 90.04 km², de la cual 74,33 km² corresponden a tierra firme y (17,45 %) 15,71 km² es agua.

## Demografía
Según el censo de 2010, había 1293 personas residiendo en el municipio de Jefferson. La densidad de población era de 14,36 hab./km². De los 1293 habitantes, el municipio de Jefferson estaba compuesto por el 96,37 % blancos, el 2,32 % eran afroamericanos, el 0,23 % eran amerindios, el 0,15 % eran asiáticos, el 0,15 % eran de otras razas y el 0,77 % eran de una mezcla de razas. Del total de la población el 2,17 % eran hispanos o latinos de cualquier raza.